# 豊島事件
豊島事件（としまじけん）とは、朝鮮民主主義人民共和国によるスパイ事件。1977年（昭和52年）4月6日摘発（検挙）。1972年（昭和47年）、京都府下の海岸から不法入国した北朝鮮工作員の申栄萬は在日韓国・朝鮮人を工作員として獲得したうえで、その居宅に住み、他人名義の外国人登録証に自分の写真を貼付して「なりすまし」をし、工作活動に従事していた。しかし、大韓民国（韓国）の軍事情報を入手するなどの任務遂行が行きづまって転向し、警視庁に自首した。

## 概要
藤森正夫こと申栄萬は、1940年（昭和15年）から1943年（昭和18年）まで日本本土に滞在した経歴を持っており、北朝鮮では朝鮮人民軍中尉（政治将校）の肩書をもち、朝鮮労働党対外連絡部に所属していた。申が北朝鮮で高等農業学校の校長職にあった1969年（昭和44年）6月、北朝鮮当局によって召喚され、工作員となることを命じられた。工作員として採用された申は2年10カ月にわたって、政治教育、日韓それぞれの国内情勢、暗号通信受信要領、暗号解読要領などのスパイ教育を受けた。そして、1972年4月26日、無線機、乱数表、暗号表、暗号用薬品、工作資金などを携行し、
- 韓国の軍事、政治、経済、科学技術などの情報収集
- 日本の自衛隊、軍需工場などにかかわる情報収集

という密命を受けて、京都府与謝郡伊根町の海岸から不法に入国した。
申栄萬は密入国後、北朝鮮からの指示で栃木県在住の在日韓国人を工作員として獲得し、その居宅に住み着いた。そして、在日本朝鮮人総聯合会（朝鮮総連）中央本部の幹部を通じて他人名義の外国人登録証明書を不正に入手し、これに自身の写真を貼って偽造し、背乗りによる工作活動を展開した。その後、申栄萬は滞留先の在日韓国人の親族、知人にあたる大韓民国国軍（海軍）要人を獲得対象として選び、韓国の軍事情報の収集を計画して北朝鮮に報告した。北朝鮮当局はこれに対し、栃木の滞留先の韓国人を北朝鮮に派遣するよう命じ、そのためにまず東ドイツ（ドイツ民主共和国）に同人を渡航させるよう、申に指令した。ところが、滞留先の栃木の韓国人はこれを拒否したため、申の計画は頓挫した。
こうした状況下で、申には北朝鮮からの帰還命令が発せられたが、彼は金日成個人崇拝の下で苛酷な窮乏生活を国民に強いる北朝鮮国家への疑問、密航後の日本での自由と民主主義の保証された暮らしの尊さへの実感から帰還を思いとどまり、1977年4月6日、警視庁に自首した。警視庁は、藤森正夫こと申栄萬（当時52歳）を逮捕し、乱数表、暗号表、無線機など諜報活動を裏づける多数の証拠資料を押収した。申のスパイ活動を助けた補助工作員5名も逮捕された。
1977年12月26日、東京高等裁判所は申栄萬に対し、出入国管理令および外国人登録法違反、有印公文書偽造の罪で懲役1年6月、執行猶予3年の判決を下した。申は1980年（昭和55年）、韓国に出国した。